# M41 Walker Bulldog

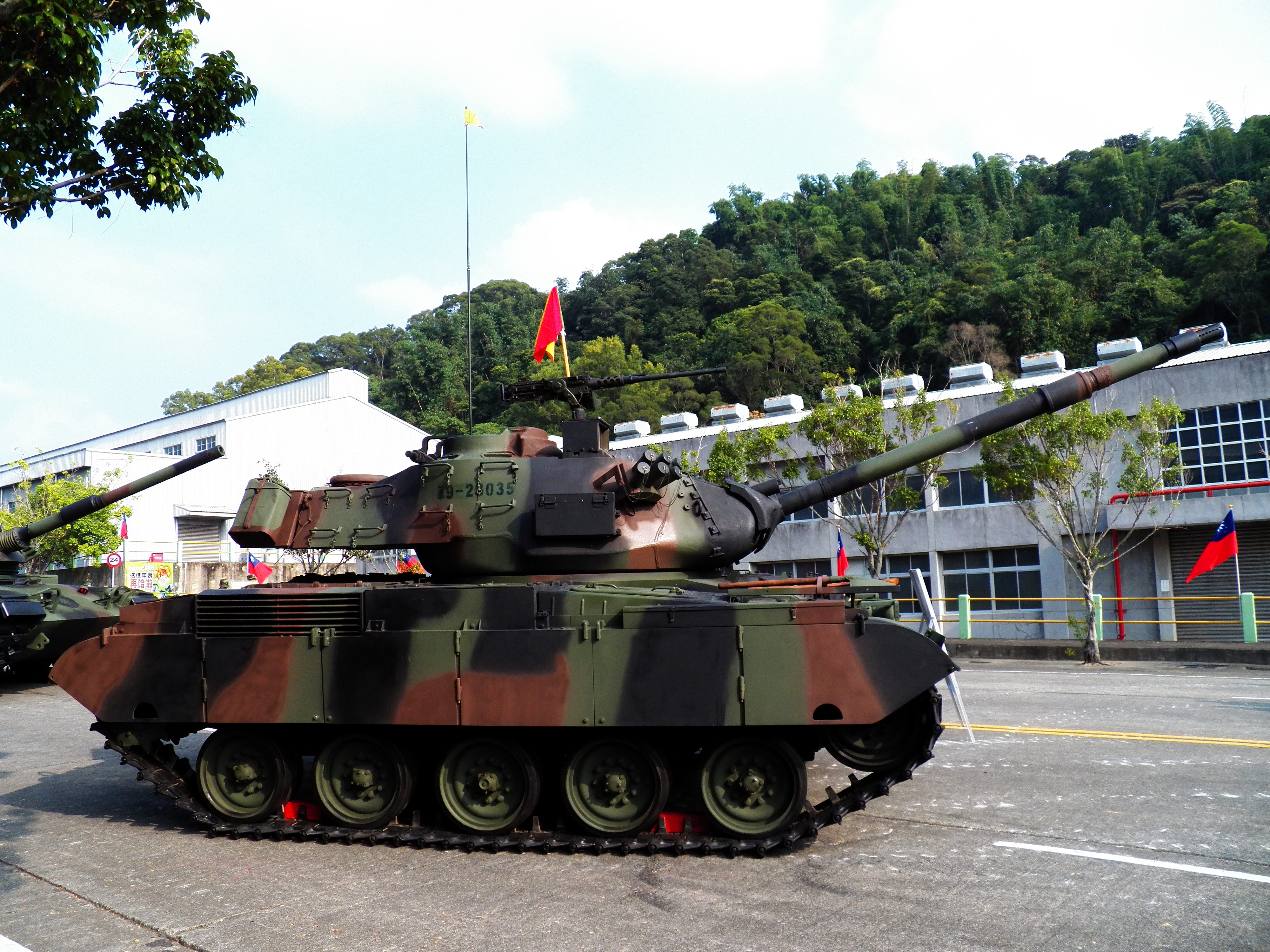
M-41D

M41 Walker Bulldog byl americký lehký tank, vyvinutý jako náhrada za starší tank M24 Chaffee.

## Historie
Předchůdce tanku M41, lehký tank M24 Chaffee, byl postupem času stále více zastaralý. Zejména jeho 75mm kanón M6 neumožňoval účinný boj proti sovětským tankům. Jedním z hlavních cílů americké armády bylo získání lepšího lehkého tanku pro průzkumné účely. Vývoj nového lehkého tanku byl zahájen v roce 1947. Podle zadání měl mít možnost letecké přepravy a být vyzbrojen kanónem ráže 76 mm.
První prototyp, který splňoval zadání, se objevil v roce 1949 a měl název M41. Po sérii zkoušek začala roku 1951 výroba v závodech Cadillac Cleveland Tank Plant. Zpočátku byl tank nazýván Little Bulldog, ale později došlo k přejmenování na Walker Bulldog podle generála Waltona Walkera, který zahynul v roce 1950 během korejské války.
Tank M41 byl dobře vyzbrojený a mobilní, ale měl i nevýhody – vysokou spotřebu paliva, hlučný motor a příliš velkou hmotnost. Ve Spojených státech amerických byly vyvíjeny lehčí tanky T71 a T92, ale tyto projekty byly nakonec zrušeny, čímž se prodloužila doba nasazení M41.

## Nasazení
M41 prodělal křest ohněm během korejské války. Nejnebezpečnější nepřítel pro M41 v této válce byl sovětský T-34/85. V roce 1961 bylo 150 tanků M41 dodáno do Japonska. Japonci považovali tento počet za nízký a doplnili stav tanky Typ 61 vlastní výroby. M41 se také zúčastnil vietnamské války, kde byl používán jihovietnamskou armádou, ale nemohl se srovnávat se středními tanky T-54.
Walker Bulldog byl exportován do mnoha zemí, jako je Brazílie (300 ks), Chile (60 ks), Dominikánská republika (12 ks), Guatemala (10 ks), Somálsko (10 ks), Thajsko (200 ks), Čínská republika (675 ks) a Tunisko (10 ks). Některé upravené tanky byly používány velmi dlouho, např. v Thajsku až do roku 2006.

## Varianty
- M41 (1951) – základní model.
- M41A1 (1953) – hydraulický systém ovládání věže místo elektrického. Větší prostor na munici pro kanón (původně 57, po úpravě 65 nábojů).
- M41A2 (1956) – nový dieselový motor Cummins VTA-903T.
- M41A3 – verze M41/M41A1 modernizované novým motorem Cummins VTA-903T.
- M41-1 DK – dánská modifikace. Nový motor, instalace nočního vidění, ochrana proti zbraním hromadného ničení, boční nástavce.
- M41D – tchajwanská modifikace. Kanón z domácí produkce, nový systém řízení palby, instalace jiného motoru, reaktivní pancéřování.
- M42 Duster (1952) – dva protiletadlové kanóny Bofors ráže 40 mm.
- M52 SPH – samohybná houfnice ráže 105 mm.
- OM 41 – bezpilotní dálkově ovládaný cíl.